# (15091) Howell
(15091) Howell es un asteroide perteneciente al cinturón exterior de asteroides descubierto el 9 de febrero de 1991 por el equipo del Spacewatch desde el Observatorio Nacional de Kitt Peak, Estados Unidos.

## Designación y nombre
Howell recibió al principio la designación de 1999 CM136.
Más adelante, en 2003, se nombró en honor del destacado estudioso de las estrellas variables cataclísmicas, maestro de la fotometría de alta precisión y explorador de las TOAD (novas enanas de gran amplitud de explosión), Steve B. Howell (nacido en 1955) quien se siente igualmente cómodo desarrollando modelos estelares teóricos, trabajando con la instrumentación más moderna o asesorando a estudiantes en astrofísica esotérica.

## Características orbitales
Howell está situado a una distancia media de 3,230 ua del Sol, pudiendo alejarse hasta 3,471 ua y acercarse hasta 2,988 ua. Su inclinación orbital es 7,271 grados y la excentricidad 0,075. Emplea 2120,12 días en completar una órbita alrededor del Sol.
Los próximos acercamientos a la órbita de Júpiter ocurrirán el 20 de junio de 2109, el 29 de diciembre de 2120 y el 14 de julio de 2132.

## Características físicas
La magnitud absoluta de Howell es 13,97. Tiene 8,844 km de diámetro y su albedo se estima en 0,082.